# اکلانکپا
اکلانکپا (به لاتین: Aklankpa) یک منطقهٔ مسکونی در بنین است که در استان کالینس واقع شده‌است.

## خصوصیات
اکلانکپا ۱۶٬۸۹۵ نفر جمعیت دارد.